# 贾恩卡洛·贝尔加米尼
贾恩卡洛·贝尔加米尼（義大利語：Giancarlo Bergamini，1926年8月2日—2020年2月4日），意大利男子击剑运动员。他在曾获得1952年夏季奥运会男子花剑团体银牌和1956年夏季奥运会男子花剑个人银牌、男子花剑团体金牌。